# Kross Studio
Kross Studio es una empresa relojera suiza. Fundada por Marco Tedeschi, está especializada en el diseño de relojes y accesorios de lujo. La marca es reconocida por su combinación de relojería de alta gama con elementos de la cultura popular, incluidas colaboraciones con franquicias como Star Wars.

## Historia
Fundada por Marco Tedeschi, la firma Kross Studio surgió en la escena relojera con el propósito de combinar la relojería de lujo con elementos de la cultura popular. Antes de crear Kross Studio, Tedeschi adquirió experiencia trabajando con Jean-Claude Biver en Hublot y dirigiendo a Romain Jerome.

## Productos
- Boba Fett Tourbillon: Un reloj de titanio de 45 mm de ancho, resistente al agua hasta 30 metros. Está impulsado por el calibre KS7000 de Kross Studio, un movimiento manual que opera a 3 Hz con una reserva de marcha de 120 horas. Solo se produjeron 10 unidades de este reloj.[4]
- Death Star Tourbillon: Este reloj va acompañado de una caja con forma de contenedor de cristal kyber, inspirada en la película Star Wars: Rogue One.[5]

## Colaboraciones y asociaciones
Kross Studio es conocida por sus colaboraciones con franquicias de la cultura popular. En particular, la marca ha colaborado con Star Wars para crear relojes y accesorios inspirados en el universo de la saga.